# Woorabinda
Woorabinda är en ort i Australien. Den ligger i kommunen Woorabinda och delstaten Queensland, omkring 510 kilometer nordväst om delstatshuvudstaden Brisbane.
Trakten runt Woorabinda är nära nog obefolkad, med mindre än två invånare per kvadratkilometer..
I omgivningarna runt Woorabinda växer huvudsakligen savannskog. Genomsnittlig årsnederbörd är 942 millimeter. Den regnigaste månaden är januari, med i genomsnitt 183 mm nederbörd, och den torraste är augusti, med 22 mm nederbörd.